# Karup
 For alternative betydninger, se Karup (flertydig). (Se også artikler, som begynder med Karup)
Karup er en by i Midtjylland med 2.176 indbyggere  (2025), beliggende 2 km nordøst for Kølvrå, 24 km nordøst for Herning, 34 km syd for Skive og 23 km sydvest for Viborg. Byen hører til Viborg Kommune og ligger i Region Midtjylland.
Karup hører til Karup Sogn. Karup Kirke ligger i byen.

## Geografi
Sydvest for Karup løber Karup Å, hvis hovedløb er 75 km langt og munder ud i Skive Fjord. Åen er populær blandt lystfiskere, idet der findes havørreder i åvandet. Åen kendes også fra digteren Jeppe Aakjærs fortællinger og digte.
3 km sydvest for Karup ligger Flyvestation Karup og den civile Midtjyllands Lufthavn, som benytter flyvestationens baner. Gedhusmuseet ved flyvestationens sydlige indgang i Gedhus fortæller om flyvestationens historie fra 2. verdenskrig til i dag.

## Faciliteter
- Karup Skole har 0.-9. klassetrin. Efter skoletid er der SFO for 0.-3. klasse og juniorklub for 4.-7. klasse.[2]
- Børnehuset Solstrålen har til huse i den tidligere Karup Kommunes rådhus. Huset har 65 børn i alderen 0-6 år og 12 ansatte.[3]
- Karup Kølvrå Fritidscenter Jethallen har indendørs håndboldbane i internationale mål. Der dyrkes bl.a. håndbold, fodbold, tennis, badminton, gymnastik, skydning og spinning. Centret har klublokaler og mødelokaler. Hallen og et festlokale kan lejes. Udendørs dyrkes bl.a. tennis, fodbold, håndbold, løb og cykling.[4]
- Hotel Karup har 15 værelser. 2 mødelokaler til hhv. 60 og 100 personer kan lægges sammen, så der kan være 160 spisende gæster, hvortil kommer restauranten, der rummer 35 personer.[5]
- I Karup Kultur- & Forsamlingshus kan man leje en lille sal til 30 personer eller hele huset.[6]
- Pleje- og Omsorgscenter Åbrinken har 35 beboere og 35 boliger, heraf 3 2-værelses, resten 1-værelses. Foruden en almen plejeafdeling har centret to specialafdelinger: en for beboere med fysisk eller psykisk handicap og en for beboere med senhjerneskader – begge eventuelt også for beboere med misbrugsproblematikker.[7]
- Karup Bio blev bygget i 1950 med 204 pladser, der blev øget til 247 i slutningen af 1950'erne, hvor biografen også fik nye maskiner til bredformat. I 1982 var det ikke længere en god forretning at drive biografen, men der blev tegnet 82 anparter i et selskab, så den kunne åbne igen efter ½ års lukning. I 1989 var biografen igen truet af lukning, men den har siden da fået kommunalt tilskud, og den drives nu af frivillige.[8]
- Karup har 2 supermarkeder, frisør, skobutik, fotograf, fitness, flyvestation, kartoffelmelsfabrik, mekaniker, tankstation, vaskehal, busstoppesteder, spillesteder, apotek, kirke, cykelstier, dyrelæge, tandlæge, bageri, pizzeria, 2 cafeer, hæveautomat, bibliotek og lægehus.

## Historie

### Navnet
Første led af navnet, Ka, betyder allike (fugl) mens andet led er en afledning af torp (udflyttersted).

### Kirken
Karup Kirke er en rest af en meget større Skt. Mariæ Kirke fra før Reformationen. Den gamle kirke havde 7 hvælvinger, hvoraf kun 3 er bevaret, og den havde apsis og korsarme mod nord og syd. Kirken var så stor fordi den modtog mange gaver fra pilgrimme og syge. Karup var nemlig i Middelalderen et berømt valfartssted med en hellig kilde, Vor Frue Kilde. Desuden var der i forbindelse med kirken et hospital, så Karup var en anselig by. Den havde sin egen Birkeret indtil 1637, hvor Kongen lagde retskredsen ind under Lysgård Herredsting.

### Sognet
Karup Sogn var fra 1558 anneks til Thorning Sogn og havde altså ikke egen præst. I 1787 blev Karup Sogn anneks til det nye Frederiks Sogn, som var langt større, både i areal og folketal. Først i 1974 blev Karup Sogn selvstændigt og fik samtidig tillagt Kølvrå, Uhre og Gedhus fra Grove Sogn og Høgild fra Resen Sogn.

### Kommunen
Karup Sogn var fra 1906 en selvstændig sognekommune frem til kommunalreformen i 1970, hvor Karup blev kommunesæde i storkommunen Karup Kommune. Den blev ved strukturreformen i 2007 indlemmet i Viborg Kommune.

### Landsbyen
I 1901 blev Karup beskrevet således: "Karup, ved Landevejen og Karup Bro, der fører over Aaen, med Kirke, Skole, Købmandshdl., Vandmølle og Kro;"

### Stationsbyen
Karup fik jernbanestation på Herning-Viborg banen (1906-1977). Karup var banens normale krydsningsstation og den eneste, der fra starten havde en mandlig stationsmester. De andre holdepladser blev passet af ekspeditricer, der kun havde fået få måneders instruktion, så det var stationsmesteren i Karup, der sammen med stationerne i Herning og Viborg forestod banens sikkerhedstjeneste. Karup fik først stationsforstander i 1950.
Karup Station havde 4 gennemgående spor: perronspor, krydsningsspor, et læssespor med kvæg-/svinefolde og ramper samt stikspor i begge ender og et andet læssespor ved et foderstofmagasin og en mergelbane, hvor der kunne læsses mergel til jordforbedring over på tipvogne. Indtil 1939 blev store mængder mergel kørt fra det store mergelleje i Kølsen ved Hjarbæk Fjord til stationerne på Alheden.
Karup bestod i 1906 kun af nogle få huse og gårde, men var alligevel den største bebyggelse i det øde område, banen gik igennem. Det lave målebordsblad fra 1900-tallet viser at der også var kommet telefoncentral og missionshus - helligkilden er stadig markeret på kortet.
Persontrafikken på jernbanen ophørte i 1971. Godstrafikken fortsatte mellem Karup og Viborg til 1972 og mellem Karup og Herning til 1977. Stationsbygningen, der er tegnet af arkitekt Heinrich Wenck, er bevaret på adressen Ved Banen 5. Det gamle ledvogterhus på Østergade 23 rummede frem til 2017 Lokalhistorisk arkiv, men det har nu til huse i stationsbygningen sammen med biblioteket.
I 1995 blev Alhedestien mellem Herning og Viborg indviet. Den følger på 45 km banens tracé, bl.a. delvist omlagt på 600 m gennem Karup by langs Genvej ved biblioteket og skolen. Mod sydvest kommer den på banetracéet vest for kirkegården og fører over den gamle jernbanebro over Karup Å. Mod nordøst kommer den på banetracéet hvor den krydser Genvej.

## Kartoffelmelfabrikken
Karups vartegn er kartoffelmelfabrikkens 4 store siloer. AKK - Karup Kartoffelmelfabrik, som blev opført i 1935, er en af Danmarks kun 4 kartoffelmelfabrikker. Den har 400 anpartshavere, som leverer kartofler i "kampagnen" august-december. Fabrikken bruger 5 mio. kubikmeter naturgas om året. Selvom der kun produceres kartoffelmel i en del af året, skal siloerne kunne rumme hele årets afsætning. Derfor er de største siloer 40 meter høje og 40 meter i diameter.